# Fry (Seine-Maritime)
Pour les articles homonymes, voir Fry.
Fry est une commune française située dans le département de la Seine-Maritime en région Normandie, peuplée de 140 habitants.

## Géographie
| Argueil            |             | Mésangueville     |
|                    | Fry         | Hodeng-Hodenger   |
| Le Mesnil-Lieubray | La Feuillie | Beauvoir-en-Lyons |

Dans la vallée de l'Andelle, entre Forges-les-Eaux et La Feuillie.

### Hydrographie
La commune est située dans le bassin Seine-Normandie. Elle est drainée par le ruisseau de Bievredent,.

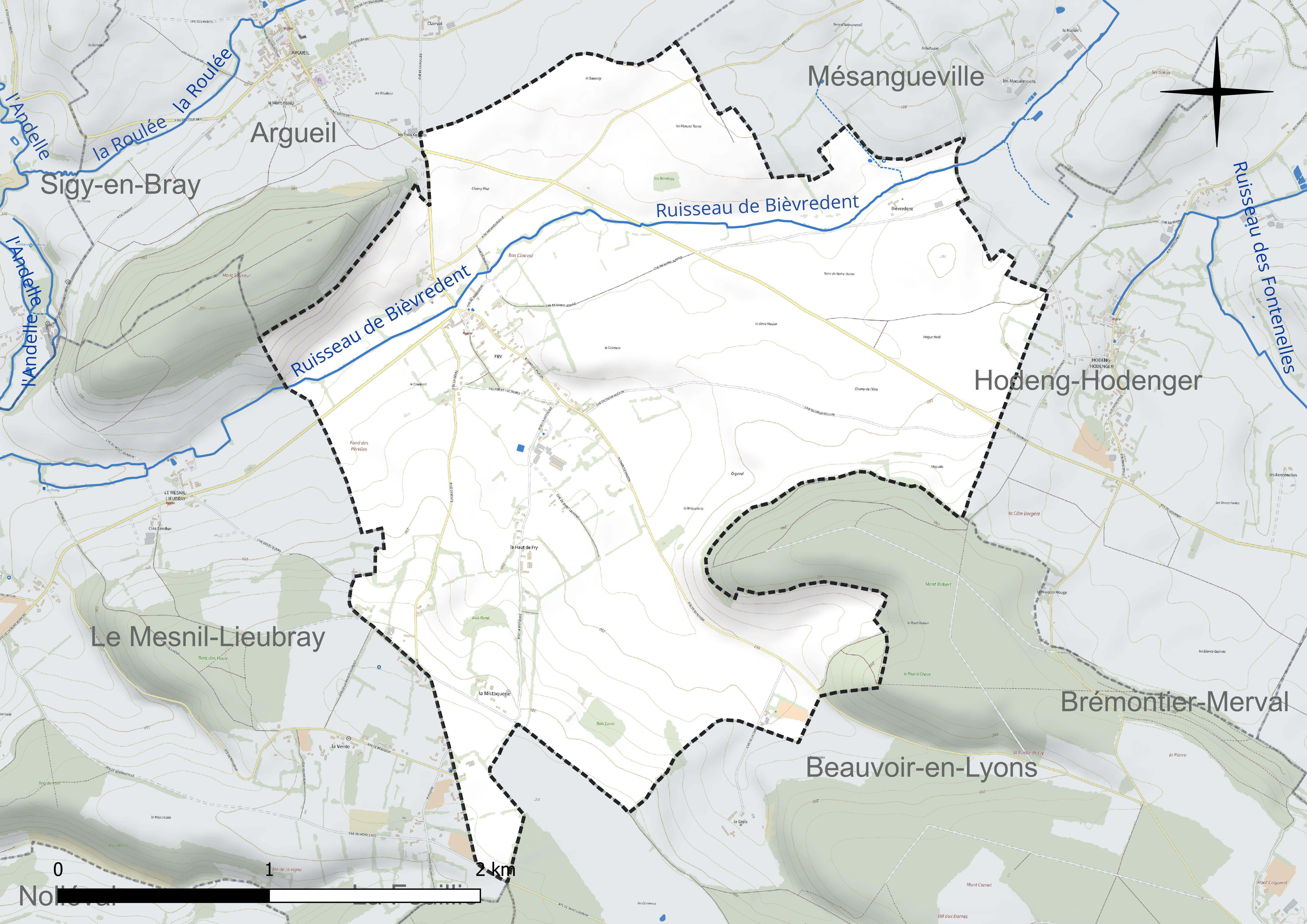
Réseau hydrographique de Fry.

### Climat
Pour des articles plus généraux, voir Climat de la Normandie et Climat de la Seine-Maritime.
En 2010, le climat de la commune est de type climat océanique dégradé des plaines du Centre et du Nord, selon une étude du CNRS s'appuyant sur une série de données couvrant la période 1971-2000. En 2020, Météo-France publie une typologie des climats de la France métropolitaine dans laquelle la commune est exposée à un climat océanique et est dans la région climatique Côtes de la Manche orientale, caractérisée par un faible ensoleillement (1 550 h/an) ; forte humidité de l’air (plus de 20 h/jour avec humidité relative > 80 % en hiver), vents forts fréquents. Parallèlement le GIEC normand, un groupe régional d’experts sur le climat, différencie quant à lui, dans une étude de 2020, trois grands types de climats pour la région Normandie, nuancés à une échelle plus fine par les facteurs géographiques locaux. La commune est, selon ce zonage, exposée à un « climat contrasté des collines », correspondant au Pays de Bray, bien arrosé et frais.
Pour la période 1971-2000, la température annuelle moyenne est de 10,2 °C, avec une amplitude thermique annuelle de 14,1 °C. Le cumul annuel moyen de précipitations est de 816 mm, avec 12,6 jours de précipitations en janvier et 8,5 jours en juillet. Pour la période 1991-2020, la température moyenne annuelle observée sur la station météorologique la plus proche, située sur la commune de Forges-les-Eaux à 9 km à vol d'oiseau, est de 10,7 °C et le cumul annuel moyen de précipitations est de 860,1 mm,. Pour l'avenir, les paramètres climatiques de la commune estimés pour 2050 selon différents scénarios d’émission de gaz à effet de serre sont consultables sur un site dédié publié par Météo-France en novembre 2022.

## Urbanisme

### Typologie
Au 1er janvier 2024, Fry est catégorisée commune rurale à habitat dispersé, selon la nouvelle grille communale de densité à sept niveaux définie par l'Insee en 2022.
Elle est située hors unité urbaine.
Par ailleurs la commune fait partie de l'aire d'attraction de Rouen, dont elle est une commune de la couronne,. Cette aire, qui regroupe 317 communes, est catégorisée dans les aires de 200 000 à moins de 700 000 habitants,.

### Occupation des sols
L'occupation des sols de la commune, telle qu'elle ressort de la base de données européenne d’occupation biophysique des sols Corine Land Cover (CLC), est marquée par l'importance des territoires agricoles (98,7 % en 2018), une proportion identique à celle de 1990 (98,7 %).
La répartition détaillée en 2018 est la suivante : terres arables (67,3 %), prairies (28,1 %), zones agricoles hétérogènes (3,3 %), forêts (1,3 %).

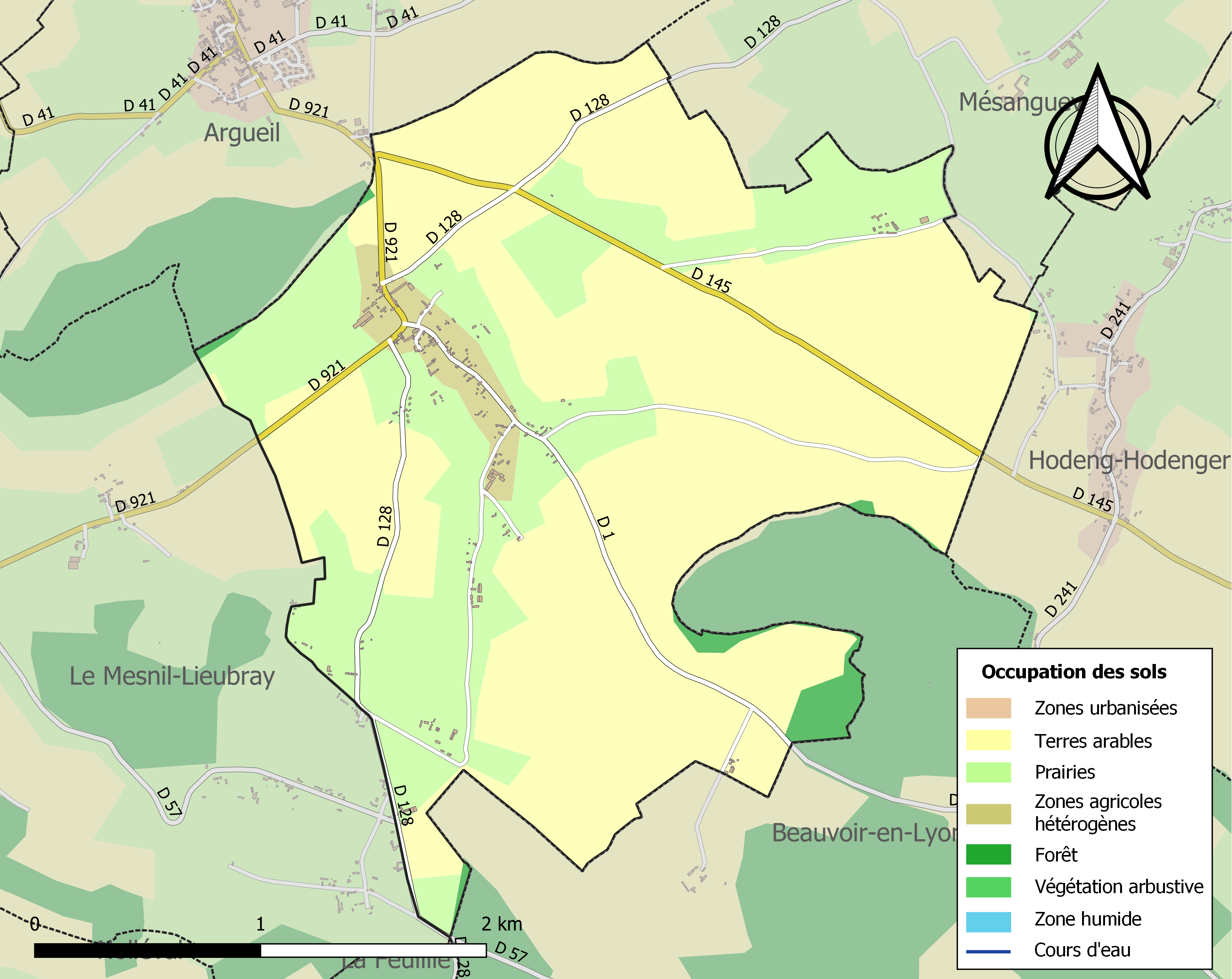
Carte des infrastructures et de l'occupation des sols de la commune en 2018 (CLC).

L'évolution de l’occupation des sols de la commune et de ses infrastructures peut être observée sur les différentes représentations cartographiques du territoire : la carte de Cassini (XVIIIe siècle), la carte d'état-major (1820-1866) et les cartes ou photos aériennes de l'IGN pour la période actuelle (1950 à aujourd'hui).

## Toponymie
Le nom de la localité est attesté sous les formes Friggei vers 1043, Frigeei en 1046 et 1048.

## Histoire
En 900, Gautier de La Ferté, fils de Renaud de Gournay cède l'église aux chanoines de La Ferté-en-Bray. En 1040, elle revient à l'abbaye de Sigy.
Lieu de création de la lampe Pigeon par Charles Pigeon.
Le 1er janvier 1975 Argueil absorbe Fry et prend le nom d’Argueil-Fry. Le 1er janvier 1980 Fry est créée à partir d’Argueil-Fry qui reprend le nom d'Argueil.

## Politique et administration
| Période                                  | Période                    | Identité           | Étiquette             | Qualité |
| ---------------------------------------- | -------------------------- | ------------------ | --------------------- | --- |
| Les données manquantes sont à compléter. |                            |                    |                       | |
| 1980                                     | janvier 2000               | Georges Delatre    | UNR - UDR - RPR - UMP | Chirurgien, Maire de Gournay-en-Bray (1958 → 1977) Député de la Seine-Maritime (10e circ.) (1962 → 1988) Conseiller régional de la Haute-Normandie (1986 → 2000) Décédé en fonctions |
| janvier 2000                             | mai 2020                   | François-Mary Noel | DLF                   | |
| mai 2020                                 | En cours (au 10 août 2020) | Sylvie Aché        |                       | |

## Démographie
L'évolution du nombre d'habitants est connue à travers les recensements de la population effectués dans la commune depuis 1793. Pour les communes de moins de 10 000 habitants, une enquête de recensement portant sur toute la population est réalisée tous les cinq ans, les populations de référence des années intermédiaires étant quant à elles estimées par interpolation ou extrapolation. Pour la commune, le premier recensement exhaustif entrant dans le cadre du nouveau dispositif a été réalisé en 2007.

En 2022, la commune comptait 140 habitants, en évolution de −9,68 % par rapport à 2016 (Seine-Maritime : +0,35 %, France hors Mayotte : +2,11 %).
| 1793 | 1800 | 1806 | 1821 | 1831 | 1836 | 1841 | 1846 | 1851 |
| ---- | ---- | ---- | ---- | ---- | ---- | ---- | ---- | ---- |
| 242  | 271  | 255  | 300  | 360  | 332  | 332  | 321  | 288  |

| 1856 | 1861 | 1866 | 1872 | 1876 | 1881 | 1886 | 1891 | 1896 |
| ---- | ---- | ---- | ---- | ---- | ---- | ---- | ---- | ---- |
| 294  | 314  | 321  | 302  | 271  | 277  | 255  | 251  | 225  |

| 1901 | 1906 | 1911 | 1921 | 1926 | 1931 | 1936 | 1946 | 1954 |
| ---- | ---- | ---- | ---- | ---- | ---- | ---- | ---- | ---- |
| 212  | 198  | 179  | 190  | 181  | 193  | 208  | 198  | 178  |

| 1962 | 1968 | 1975 | 1982 | 1990 | 1999 | 2006 | 2007 | 2012 |
| ---- | ---- | ---- | ---- | ---- | ---- | ---- | ---- | ---- |
| 162  | 167  | 150  | 123  | 133  | 136  | 137  | 137  | 161  |

| 2017 | 2022 | - | - | - | - | - | - | - |
| ---- | ---- | - | - | - | - | - | - | - |
| 148  | 140  | - | - | - | - | - | - | - |

## Culture locale et patrimoine

### Lieux et monuments
- Église Saint-Martin.
- Colombiers[22].
- Manoir, près de l'église. Vers 1590, Jacques de Fry était lieutenant-général au bailliage de Caux, vicomté de Neufchâtel. Possession de la famille d'Espinay-Saint-Luc, au XVIe siècle, la seigneurie de Fry, comme celle d'Argueil, est acquise par Nicolas de Frémont[23].

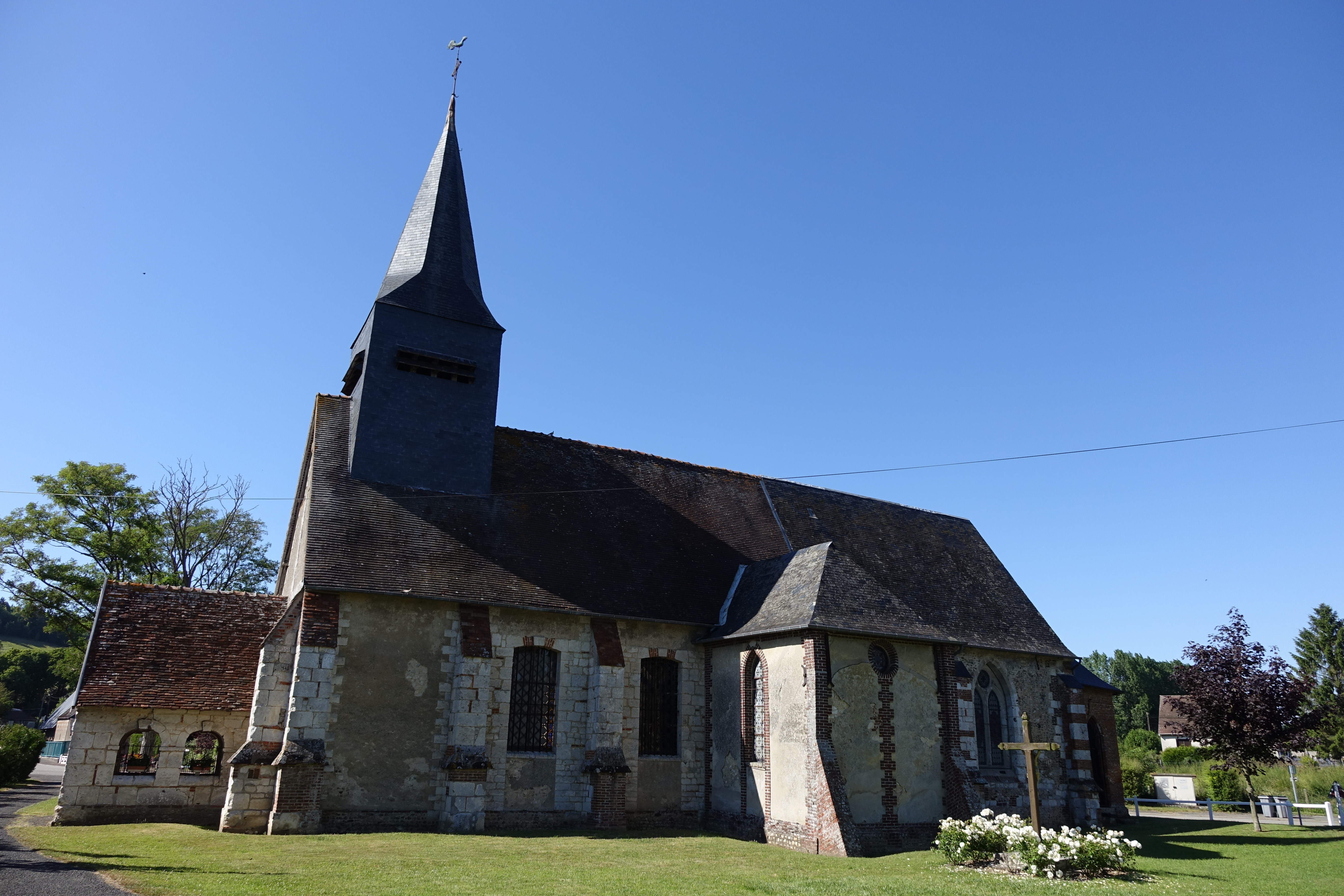
L'église de Fry.
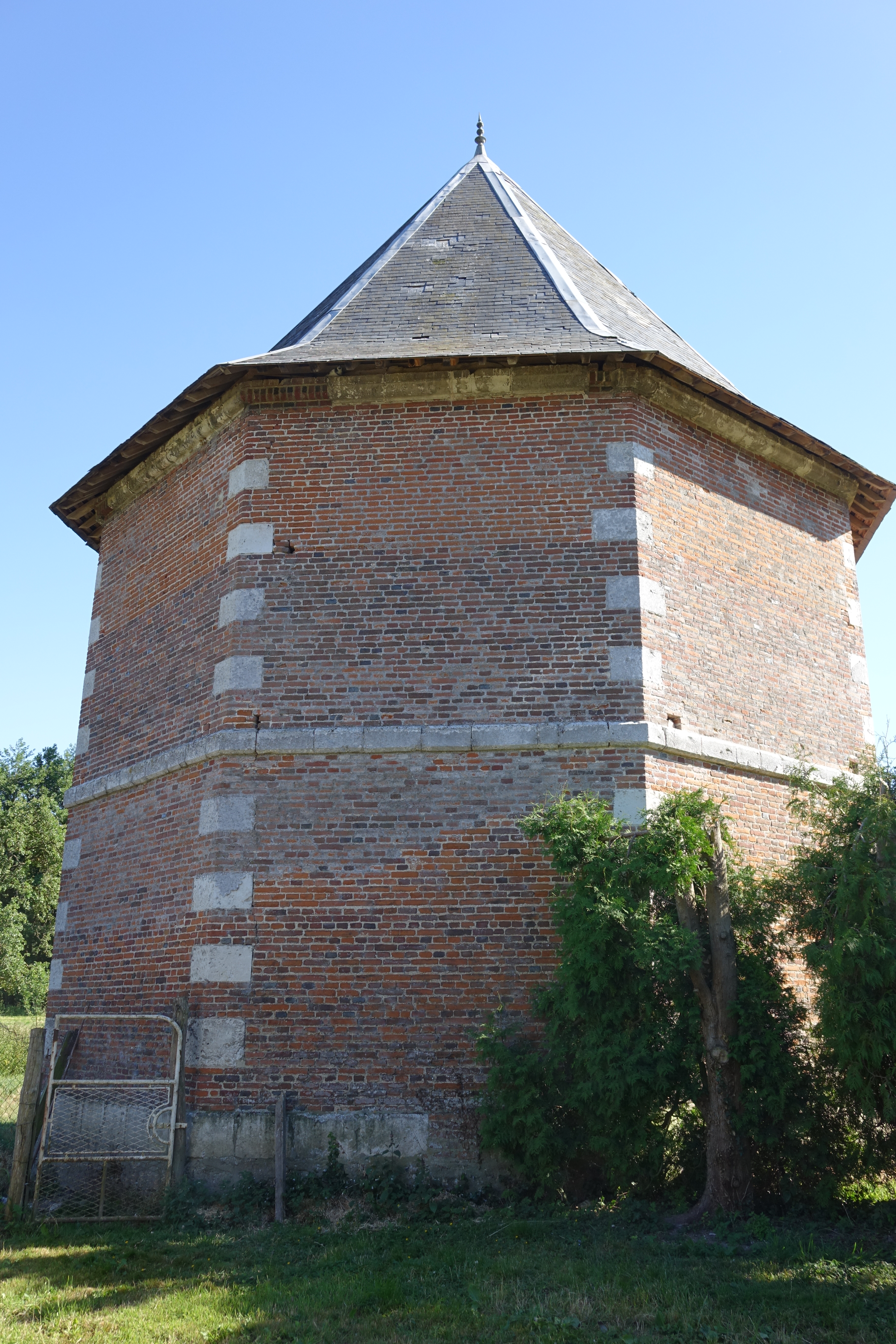
Le colombier.
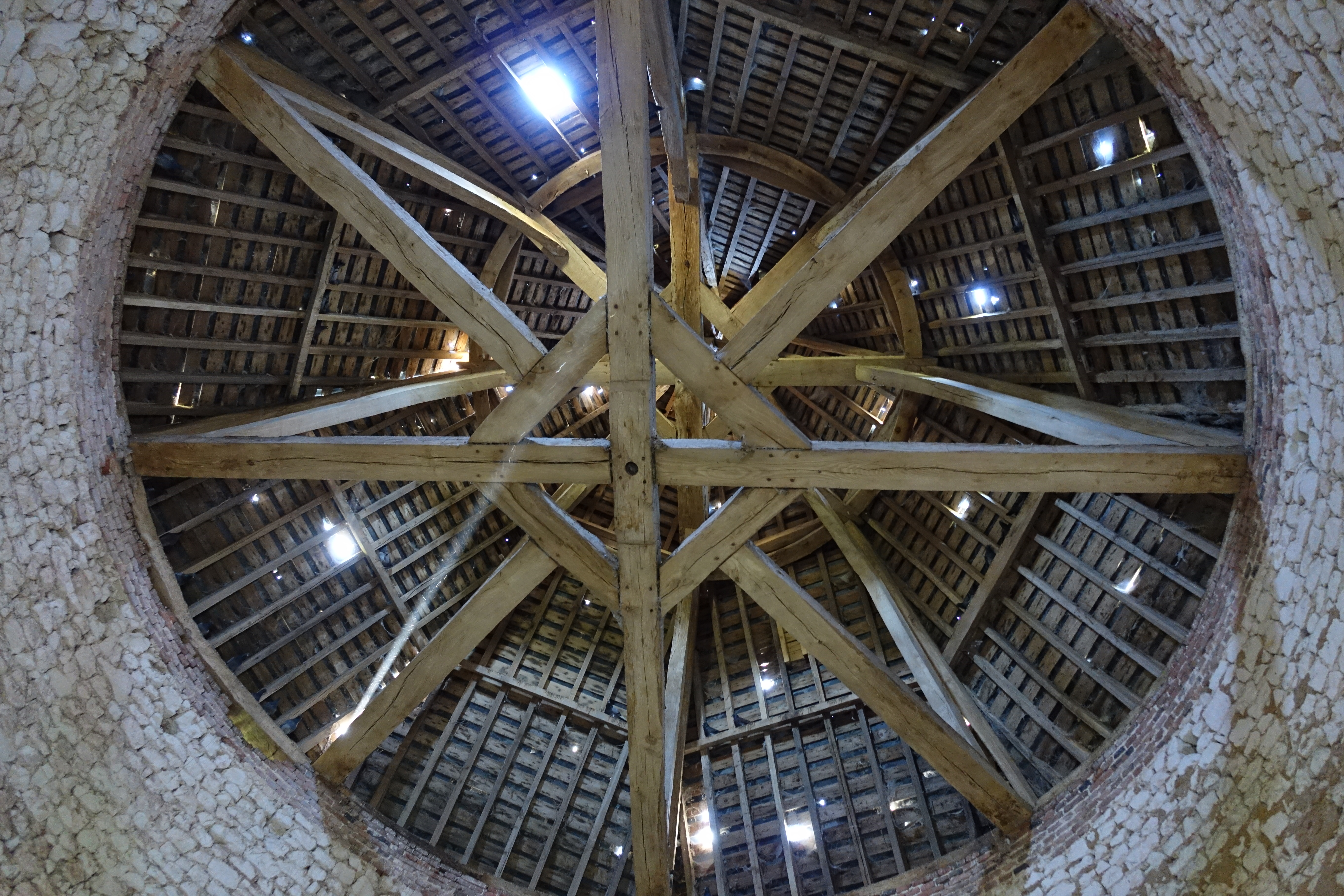
L'intérieur du colombier.

### Personnalités liées à la commune
- Charles Pigeon y a créé la lampe Pigeon.